# ظهوری ترشیزی

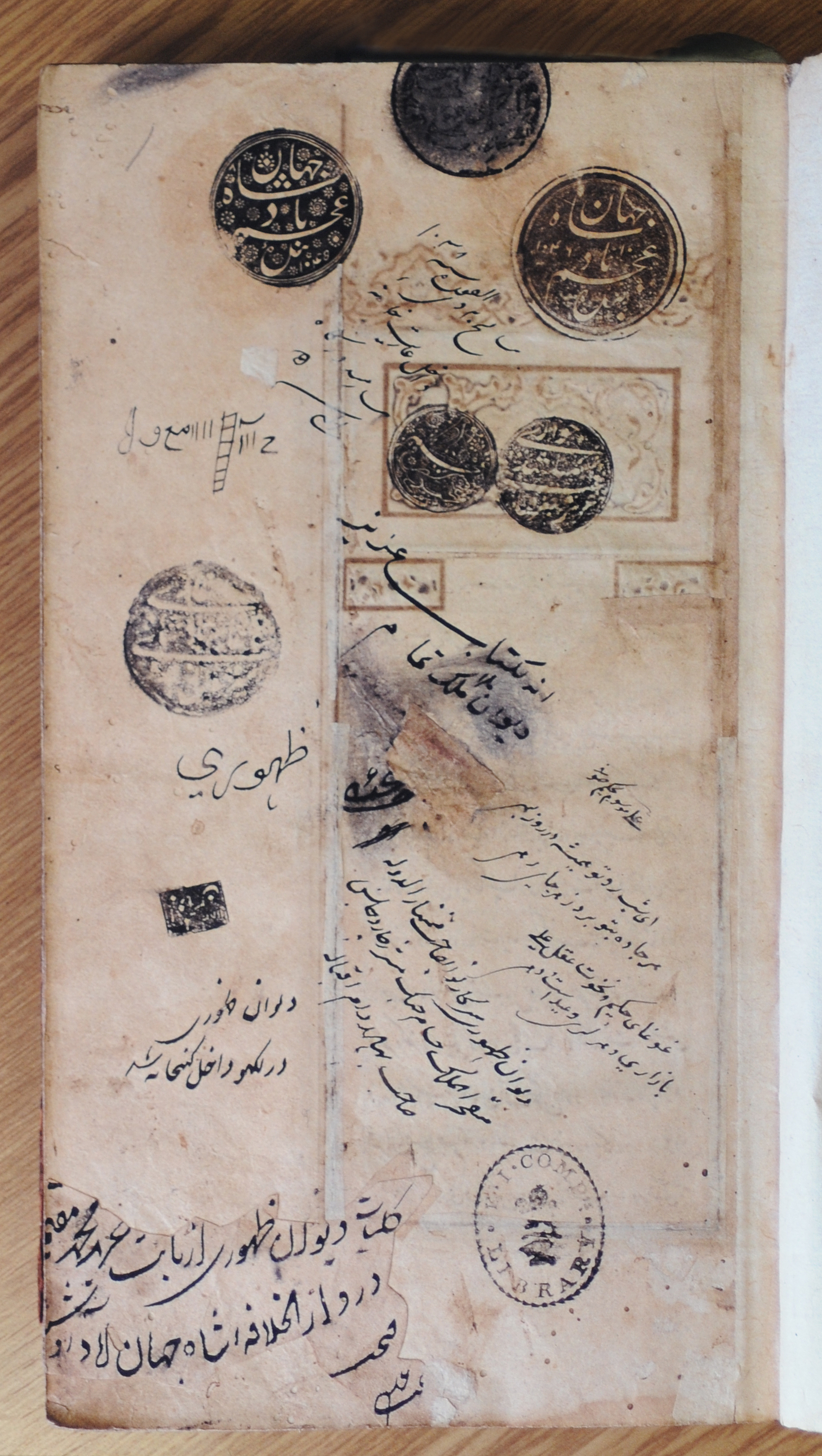
صفحه ای از کلّیّات ظهوری با مهر شاه جهان مورخ ۱۰۴۵ و ۱۰۴۶

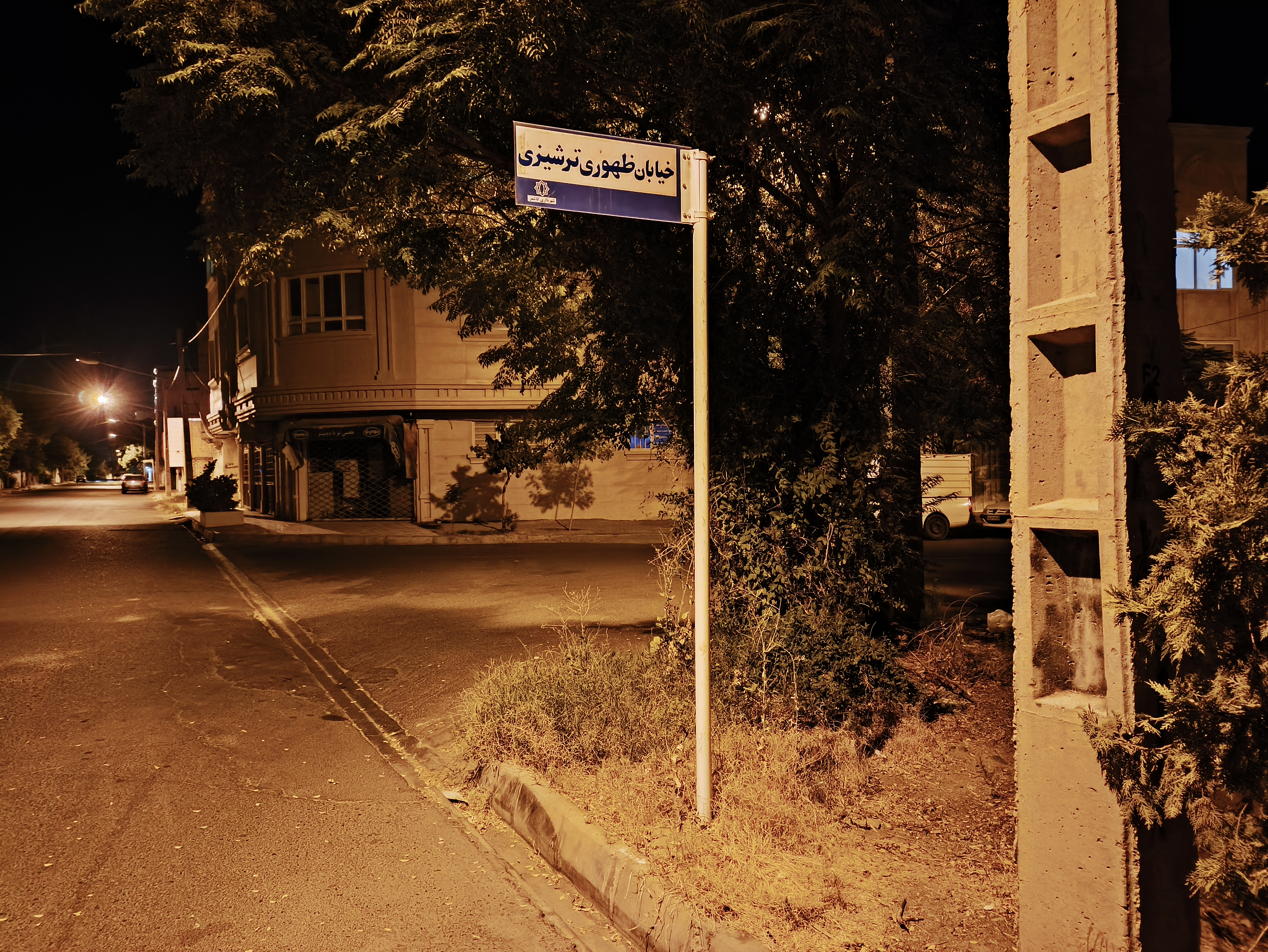
خیابانی با نام ظهوری ترشیزی در کاشمر

نورالدین محمد ظهوری جمندی ترشیزی (حدود ۹۴۴ ق - ۱۰۲۵ ق)، شاعر و نویسنده نیمه اول قرن ۱۰ تا ربع اول قرن ۱۱ ه‍.ق متخلص به ظهوری. ملقب به ملک الشعراء، اهل ترشیز (کاشمر، خراسان رضوی) بود. او مدت زیادی در هند سکونت داشت و شهرت وی در هند بیشتر از ایران است.

## زندگی‌نامه
ظهوری ترشیزی، در حدود سال ۹۴۴ ه‍.ق در قریهٔ جمند، از توابع ترشیز (کاشمر) به دنیا آمد. جوانیش به کسب ادب و دانش در خراسان گذشت، سپس به دارالعباده یزد رفت و در آنجا به شیوهٔ شاعری مشغول شد و با گروهی از اهل ادب معاشرت نمود در همان دیار با وحشی بافقی آشنایی و مصاحبت یافت. پس از آن چندگاهی به شیراز عزیمت کرد و در آنجا با درویش حسین سالک شیرازی، شاعر و نقاش و مذهب معروف، دوستی و ملازمت یافت؛ و سرانجام پس از هفت سال در سال ۹۸۰ ه‍.ق / ۱۵۷۲ م. قصد هند کرد و وارد دکن شد و در بیجاپور به درگاه عادل‌شاهیان رسید و ملازمت عادل‌شاه ابراهیم ثانی را یافت و او را مدح گفت. آشنایی ظهوری با ملک قمی هم در همین ناحیهٔ دکن و ظاهره در بیجاپور حاصل شد و به مواصلت ظهوری با دختر ملک انجامید و از آن پس دو شاعر با یکدیگر به سر بردند و در ایجاد بعضی اثرها با هم همکاری داشتند. ظهوری پس از چندی آهنگ حجاز کرد و در بازگشت به هند در احمدنگر پایتخت نظامشاهیان به خدمت عبدالحریم‌خان خانان رسید.
ظهوری در نظم و نثر دست داشت، بطوری که در هند به شهرت رسید.

### آثار
از جمله آثارش: مجموعه منشآت به نام‌های: «دیباچهٔ نورس»، که مقدمه‌ای است بر کتاب «نورس خیال» اثر ابراهیم عادل‌شاه؛ «گلزار ابراهیم»، در ستایش ابراهیم عادل‌شاه؛ «خوان خلیل»، که با مشارکت ملک قمی به نام ابراهیم عادل‌شاه تصنیف کرد؛ «پنج رقعه»؛ «دیوان» شعر؛ «ساقی‌نامه»، حدود چهار هزار و پانصد بیت که به نام برهان ثانی نظامشاه سرود.
«دیوان ظهوری ترشیزی» با ۱۳۰۲ غزل هندی به تصحیح و تحقیق اصغر باباسالار و توسط کتابخانهٔ مجلس منتشر گردید. دیوان ظهوری شامل مثنویها، قصیدهها و غزلهای بسیار است و سه دیباچه وی به نثر فارسی بر مجموعه‌های او (نورس، گلزار ابراهیم، خوان خلیل) به نام «سه نثر ظهوری» شهرت بسیار دارد و جزو کتب درسی هندوستان و پاکستان به‌شمار می‌رود، و بر آن شروحی نوشته‌اند.